# Momedossa symmetrica
Momedossa symmetrica är en kräftdjursart som först beskrevs av Schultz 1966.  Momedossa symmetrica ingår i släktet Momedossa och familjen Desmosomatidae. Inga underarter finns listade i Catalogue of Life.